# Ponte do Metrô de Kiev
A Ponte do Metrô de Kiev (em ucraniano: Міст Метро) é parte da rodovia de Brovary que passa sobre o Rio Dniepre em Kiev, a capital da Ucrânia. Foi projetada por G. Fux e Y. Inosov e construída em 1965 com a expansão do sistema de Metrô de Kiev. A ponte é usada para a Linha Sviatoshynsko-Brovarska do metrô e para o tráfego de automóveis.

## Estrutura
É constituída por duas extensões, uma vez que liga a ilha central de recreação Hydropark, bem como os bancos esquerdo e direito. A via maior consiste em uma faixa central elevada do metrô e em algumas faixas automáticas laterais separadas, mais baixos. Ambos os caminhos de metrô e automóveis têm um contorno arqueado distinto. Isto porque a linha de metrô continua na colina do lado direito com a Estação Dnipro.
A menor extensão chamada Ponte Rusanivsky, que liga Hydropark com a margem esquerda, tem o nível mais convencional, com duas pistas de tráfego do norte e uma via de metrô do sul.